# Mesochorus lobatus
Mesochorus lobatus är en stekelart som beskrevs av Dasch 1974. Mesochorus lobatus ingår i släktet Mesochorus och familjen brokparasitsteklar. Inga underarter finns listade i Catalogue of Life.